# Łazarz (postać biblijna)
Św. Łazarz z Betanii – postać biblijna. Według Nowego Testamentu został wskrzeszony przez Chrystusa (co opisuje Ewangelia Jana), święty Kościoła katolickiego oraz święty Kościoła prawosławnego.
Mieszkał na wschodnim stoku Góry Oliwnej w Betanii razem z siostrami: Marią i Martą. Po zmartwychwstaniu Jezusa, Łazarz według jednej z legend trafił na Cypr, gdzie przez ponad 40 lat był biskupem chrześcijańskiej gminy w Kition (Larnace). Po śmierci został pochowany w miejscu, gdzie obecnie wznosi się Cerkiew św. Łazarza w Larnace. Kiedy Cypr dostał się we władanie Franków, jego szczątki zostały wywiezione do Francji i według różnych źródeł miały trafić do Autun i Avallon. 
Według legendy prowansalskiej, po Wniebowstąpieniu Chrystusa, Łazarz wraz z m.in. swoją siostrą Martą, Marią Kleofasową, Marią Salomeą oraz Marią Magdaleną  udał się do Francji, gdzie został biskupem Marsylii. 
W ikonografii św. Łazarz najczęściej przedstawiany jest w scenie wskrzeszenia oraz na uczcie w Betanii.
Jest patronem rzeźników, grabarzy, żebraków, trędowatych i zakonu lazarytów. 
Od jego imienia pochodzi nazwa lazaret. 
Wspomnienie liturgiczne w Kościele katolickim obchodzone jest 17 grudnia, ale martyrologia wymieniają go także 4 maja, 17 czerwca, 29 lipca, 16 lub 17 października. 26 stycznia 2021 papież Franciszek zarządził, że będzie wspominany w Kalendarzu Rzymskim razem z Martą i Marią w dniu 29 lipca.